# Толмер, Брэндон
Брэндон Толмер (англ. Brandon Tholmer; род. 1949 год, Новый Орлеан, штат Луизиана) — американский серийный убийца, ответственный за совершение серии из как минимум 12 убийств пожилых женщин, сопряженных с изнасилованиями. Серия убийств произошла в период с января 1981 по октябрь 1983 года в западном районе Лос-Анджелеса под названием Вест-Сайд, благодаря чему Толмер получил прозвище «Насильник из Вест-Сайда» (англ.«West Side Rapist»). Всего было зафиксировано 34 убийства, при совершении которых серийный убийца продемонстрировал выраженный ему образ действия. В 1986 году Брэндон Толмер был признан виновным и получил в качестве наказания пожизненное лишение свободы без права на условно-досрочное освобождение.

## Биография
О ранних годах жизни Брэндона Толмера известно мало. Известно, что Толмер родился в 1949 году в городе Новый Орлеан, штат Луизиана. Уже в раннем детстве у Брэндона были выявлены признаки умственной отсталости. Он рос в социально-неблагополучной обстановке, подвергаясь агрессии со стороны родственников, благодаря чему в конце 1950-х ушел из дома и стал вести бродяжнический образ жизни в компании других беспризорников, что усугубилось  неправильным формированием его личности и способствовало развитию социально-негативных навыков. Начиная с 1960 года Толмер в течение последующих нескольких лет неоднократно подвергался арестам за различные правонарушения и провел несколько лет в учреждениях для малолетних преступников, где подвергался физическому и сексуальному насилию со стороны других осужденных, вследствие чего у него развилось психическое расстройство и появились признаки сексуальных девиаций.
В начале 1970-х Брэндон переехал в Лос-Анджелес, где в течение нескольких лет был вынужден заниматься низкоквалифицированным трудом. В этот же период он впервые стал проявлять признаки геронтофилии. В 1975 году он был арестован за нападение и изнасилование пожилой женщины. На основании судебно-медицинского освидетельствования он был признан невменяемым и в качестве наказания получил принудительное лечение в психиатрической клинике «Patton state hospital». В июне 1979 года он был освобождён и вернулся в Лос-Анджелес, где снял жильё в районе Голливуд и в течение последующих лет перебивался случайными заработками и пытался построить карьеру музыканта, выступая в качестве барабанщика в малоизвестной музыкальной рок-группе «The Hostages». На момент ареста Толмер работал в обувном магазине и встречался с девушкой. Любимой песней Брэндона Толмера была песня под названием «Killer on the Loose» (с англ. — «Убийца на свободе») ирландской рок-группы Thin Lizzy.

## Арест и разоблачение
Брэндон Толмер попал под подозрение полиции в конце октября 1983 года за совершение убийств 82-летней Люсилль Пайл и 72-летней Мэри Пакет, вследствие чего со 2 ноября того же года за ним было установлено полицейское наблюдение. Он был арестован 7 ноября 1983 года после попытки проникновения со взломом в дом 85-летней парализованной женщины. После ареста апартаменты Толмера были подвергнуты обыску, в ходе которого были найдены более 200 различных ювелирных украшений, наручных часов, фотографий и других мелких предметов, которые впоследствии были идентифицированы родственниками  34 пожилых женщин, погибших в период с января 1981 года по октябрь 1983 года. Большинство из жертв проживали в районе Голливуд недалеко от Даунтана Лос-Анджелеса  в радиусе полутора километров от дома, где проживал Толмер. Все жертвы проживали в одиночестве.
На оснований улик, в январе 1984 года Брэндону были предъявлены обвинения в убийстве Мэри Пакет, убитой 12 сентября 1983 года; 83-летней Роуз Ледерман, убитой в августе 1981 года; 69-летней Уолумулу Вудкок, задушенной в августе 1982 года; 76-летней Лорейн Уэллс и 70-летней Дороти Фэйн, убитых в мае и августе 1983 года соответственно. Также Брэндону Тормелу были предъявлены обвинения в содомии, поджоге, в совершении изнасилования 38-летней женщины, которое он совершил в августе 1981 года, и обвинение в попытке нападения на 85-летнюю Ирен Роджерс, во время совершения которой он был арестован. Несмотря на то, что следствием были найдены доказательства причастности Толмера к совершению как минимум еще 7 убийств, никаких других обвинений ему впоследствии предъявлено не было.

## Суд
Судебный процесс над Брэндоном Толмером открылся в начале 1986 года. Помимо вещественных доказательств, отпечатков пальцев Толмера, обнаруженных на местах совершения преступлений, сторона обвинения предоставила более 100 свидетелей. Ряд друзей и знакомых Толмера заявили, что Брэндон неоднократно демонстрировал признаки геронтофилии, пытаясь знакомиться с пожилыми женщинами в двух супермаркетах, где работала его девушка и где он проводил много свободного времени. Еще ряд свидетелей обвинения из числа знакомых Брэндона заявили суду, что подсудимый периодически находил временную работу в вечернее и ночное время, отправляясь в неизвестном направлении. Сам подсудимый так и не смог объяснить суду сути этой работы и не предоставил никакого алиби на даты совершения преступлений. В конечном итоге — в июле 1986 года Толмер был признан виновным в инкриминируемых ему преступлениях.
Его адвокаты настаивали на снисхождении к своему подзащитному на основании того, что Толмер был подвергнут издевательствам в детстве, что привело в итоге к психическим, эмоциональным и поведенческим проблемам. Суд проявил снисхождение, благодаря чему Брэндон Толмер избежал смертной казни и в ноябре того же года  получил в качестве наказания несколько сроков в виде пожизненного лишения свободы без права на условно-досрочное освобождение

## В заключении
По состоянию на декабрь 2019 года 69-летний Брэндон Толмер жив и продолжает отбывать свое наказание в тюремном госпитале «California Medical Facility» в связи с множественными проблемами со здоровьем. По состоянию на октябрь 2022 года был жив.